# Joseph Wenzel von Hampe

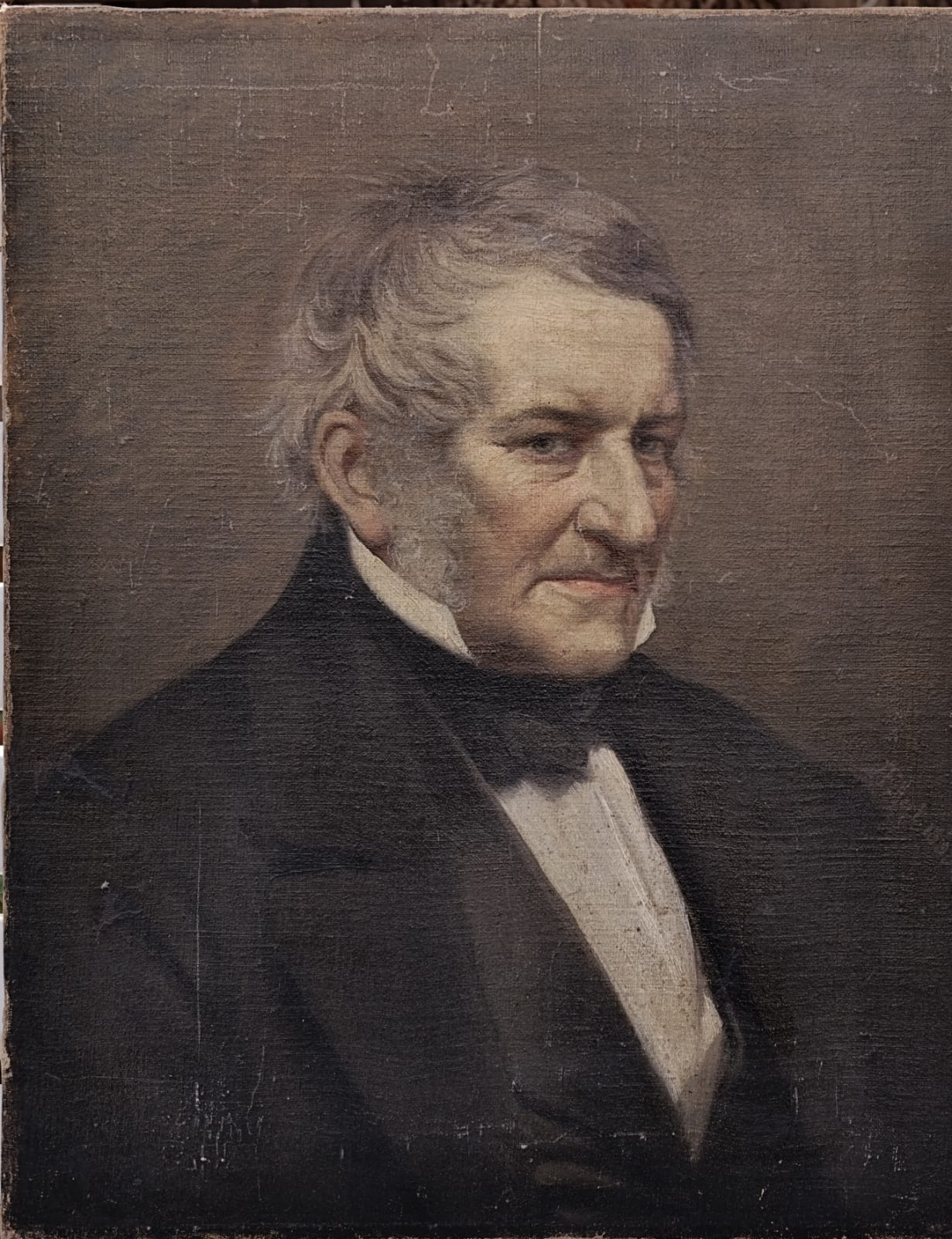
Josef Wenzel Ritter von Hampe 1790–1862, Foto des Bildes aus dem Nachlass der Familie Robert Nadherny

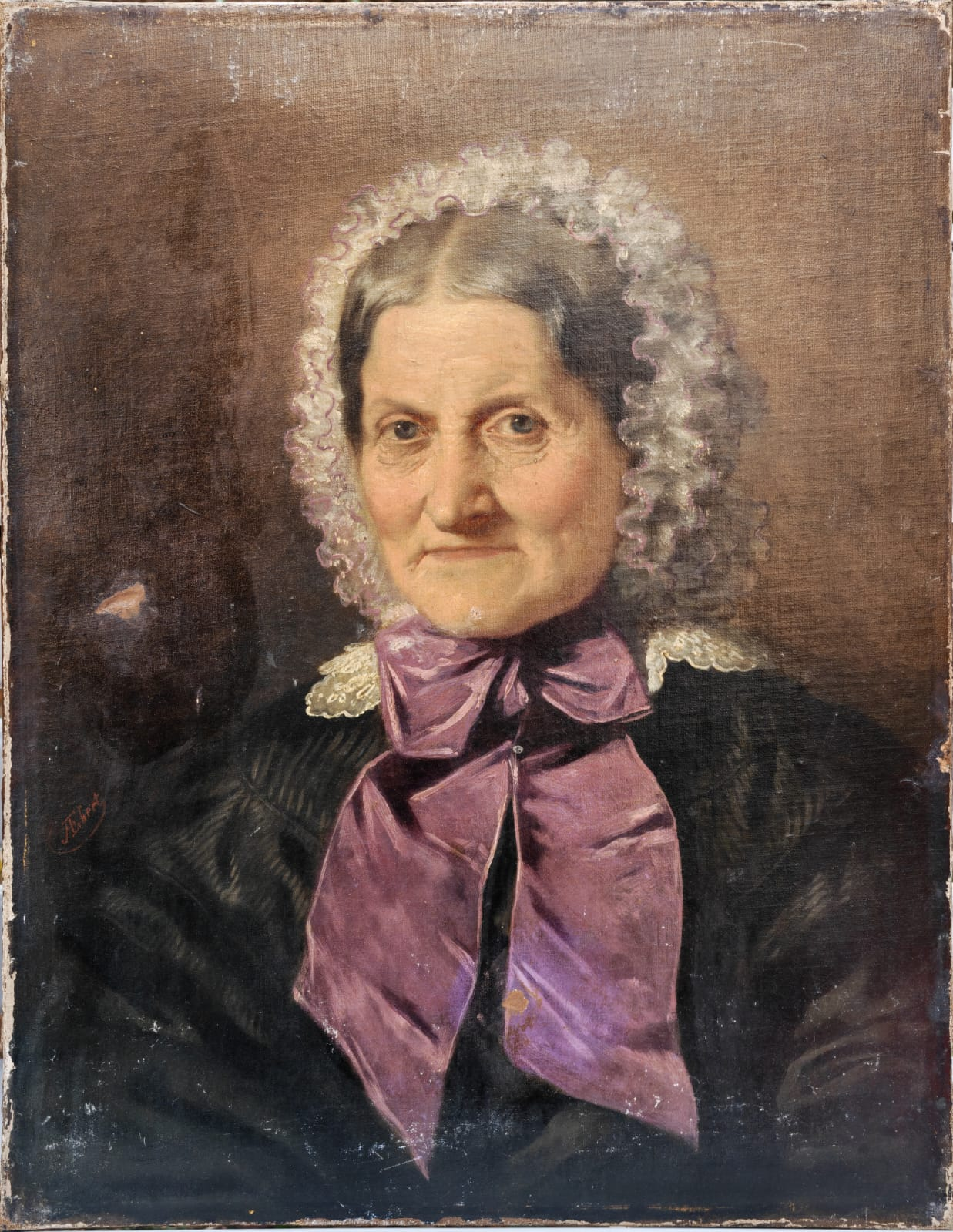
Maria Josepha von Grueber 1792–1887, Foto des Bildes aus dem Nachlass der Familie Robert Nadherny

Joseph Wenzel Ritter von Hampe (* 5. September 1790 in Mies in Böhmen (Stříbro); † 27. März 1862 in Wien) war ein österreichischer k. k. Bergrat und k. k. Sektionsrat.

## Leben und Familie

### Vorfahren und Ehe
Hampe wurde als Wenzeslaus Josephus Hampl geboren, und zwar als Sohn des Stadt- und Herrschaftsverwalters Anton Hampl und der Regina Zaiszt.
Am 28. Mai 1815 heiratete er in Eisenerz Maria Josepha von Grueber, Tochter des Ferdinand Andrä von Grueber, Hauptbuchhalter der Innerberger Hauptgewerkschaft und der Maria Anna Josepha Ledermayr, deren Vater Johann Anton Xaver Ledermayr Urbaramts- und Landgerichtsverwalter zu Weyer war und am 17. Februar 1794 mit dem Prädikat „Edler von Mayernfeld“ nobilitiert wurde.

### Kinder und deren Ehen
Hampe hatte mit seiner Frau zahlreiche Kinder, die zwischen 1815 und 1835 seinen beruflichen Spuren folgend in Weyer, St. Gallen und Neuberg geboren wurden:
Sein ältester Sohn Joseph Andreas Petrus Ritter von Hampe wurde ebenfalls k. k. Bergrat und war zuletzt als Oberverweser in Eibiswald tätig. Seine Tochter Amalia Josepha war mit dem k. k. Bergrat Moriz Branich verheiratet, seine Tochter Carolina Regina Antonia mit Joseph Franz Rossiwall, der nach ihrem frühen Tod eine stattliche Karriere absolvierte und zum Ritter „von Stollenau“ nobilitiert wurde.
Die Tochter Pauline war mit dem Finanzfachmann Robert Ignaz Heinrich Nadherny verehelicht, der stellvertretender Generalsekretär der Österreichischen Nationalbank bzw. deren Vorgängerin war. Maria heiratete den k. k. Ingenieur-Assistenten der Staatseisenbahnen Albert Mayer, Hubert Anton Andreas die von einer Regensburger Ratsherrenfamilie abstammende Aloisia Gemeiner und Sophie den Notar Karl Michael Haas. Weitere Töchter blieben unverheiratet.

### Privates und Würdigung
Hampe war mit Nikolaus Lenau und dessen Schwager Anton Xaver Schurz befreundet.
Ende der 1830er Jahre erhielt Hampe den k. russischen Annenorden III. Klasse.
1856 wurde er in den Ruhestand versetzt und aufgrund seiner Verdienste im selben Jahr durch die Verleihung des österreichischen Ordens der Eisernen Krone III. Klasse unter gleichzeitiger Erhebung in den erblichen Ritterstand der österreichischen Monarchie ausgezeichnet.
Er starb im Alter von 71 Jahren in Wien Landstraße, wurde 1862 am Friedhof St. Marx bestattet und 1891 auf den Friedhof Hadersdorf-Weidlingau überführt.

## Werdegang und Wirken
Hampe konnte durch mildtätige Gönner auch nach dem Tod seines Vaters im Jahr 1802 seine Gymnasial-Studien fortsetzen. Nachdem er drei Jahre im Prämonstratenser Stift zu Tepl verbracht hatte, begann er eine Laufbahn als Tagschreiber beim k. k. Waldamt in Eisenerz. 1810 wurde er als k. k. Forstpraktikant beeidet. Er besuchte die Bergakademie Schemnitz und wurde beim Hochofenbetrieb in Eisenerz verwendet. 1815 war er Hammerschreiber in Kleinreifling, 1817 Unterhammer-Verwalter und 1822 Waldmeister in St. Gallen sowie 1824 Unter-, und dann ab 1825 Ober-Verweser im Eisenwerk in Neuberg.
1837 wurde Hampe zwecks Einführung der englischen Frischarbeit in Neuberg auf Staatskosten nach England und Belgien entsendet. Im selben Jahr wurde Hampe zum k. k. dirigierenden Bergrat ernannt. 1848 wurde er zum Bergwerksprodukten-Verschleißdirektor in Wien ernannt und im Jahr 1852 wurden ihm Titel und Rang eines k. k. Sektionsrates verliehen.
Erzherzog Johann zog Hampe als Berater bei der Besetzung der ersten Lehrkanzel für Hüttenkunde bei.

### Neuberger Eisenwerk – Fortschritte im Eisenhüttenwesen
Für das Neuberger Eisenwerk werden Hampe folgende, hauptsächlich durch ihn ausgeführte bzw. veranlasste Versuche und Verbesserungen im heimischen Eisenhüttenbetrieb zugerechnet. Einige davon enthalten im heutigen Sinne auch energiesparende Mehrfachnutzungen:
1) Die Einführung der Schwall-Manipulation in Neuberg (1824); 2) die Einführung des Eisenstreckens in der Rotglühhitze statt in der Schweißhitze (1827); 3) die Erbauung des ersten Streckwalzwerkes in Österreich (1829) und des Blechwalzwerkes in der Lanau (1830); 4) die Erzeugung schmiedeeiserner Quecksilber-Flaschen (1829); 5) die Verwendung lufttrockenen Torfs mit Holz in den Flammöfen (1835); 6) die erste Benützung der Hochofengase zum Kalkbrennen (1834); 7) die Benützung der Überhitze der Frischfeuer und Puddelöfen (1836, 1838); 8) die erste Erzeugung der 34 Zentner schweren Wellen für die k. k. Marine (1835); 9) die Umgestaltung des Lanauer Blechwalzwerkes in ein Rails-Walzwerk und die Einführung des Puddlings- und Schweiß-Prozesses mit Holzfeuerung (1836–1838); 10) die ersten Versuche und die Durchführung der Rails-Erzeugung in Innerösterreich, sowie der ersten Dampfkesselbleche aus Schweißpaketen (1836–1838).
Weiters fielen darunter 11) die erste Einführung der deutschen Kleinfrischerei in Österreich (1838); 12) die erste Einführung der geteilten Doppel-Puddelöfen (1838); 13) die Benutzung der Hochofengase zur Erhitzung des Gebläsewindes und 14) zur Erzeugung von Rotkohle (Charbon rouge) und Torfkohle, sowie die Versuche, die erstere zum Schmelzprozess zu verwenden (1838); 15) die erste Benützung der Hollow-Feuer in Österreich (1838); 16) die Verwendung der Wartberger Braunkohlen in den Glühöfen (1836); 17) die ersten gelungenen Versuche, die steirischen (Fohnsdorfer) Braunkohlen zum Puddeln und Schweißen großer Pakete zu benutzen (1839–1841); 18) die Erzeugung der gewöhnlichen Tyres (1841), 19) der massiven Rahmstücke für Waggons (1843) und 20) der Hasswell'schen patentierten stahlplattierten Tyres (1846); 21) die Erzeugung des eisernen Gerippes für den Stephansdom in Wien (1841) und 22) des ersten schmiedeeisernen Kanonenrohres in Österreich.